# Supercoppa russa 2024 (pallavolo femminile)
La Supercoppa russa 2024, 7ª edizione della Supercoppa nazionale femminile di pallavolo, si è svolta l'11 settembre 2024: al torneo hanno partecipato due squadre di club russe e la vittoria finale è andata per la terza volta alla Dinamo-Ak Bars.

## Formula
La formula ha previsto una gara unica.

## Squadre partecipanti
| Squadra        | Qualificazione                  |
| -------------- | ------------------------------- |
| Dinamo-Ak Bars | Vincitrice Superliga 2023-24    |
| Dinamo Mosca   | Vincitrice Coppa di Russia 2023 |

## Torneo
| 11 settembre 2024 Centr Sankt-Peterburg, Kazan' Durata: 1h:15 - Spettatori: ? | Dinamo Mosca | 0 - 3 | Dinamo-Ak Bars | 18-25, 12-25, 18-25 |